# Mark Dvoretskij
Mark Izrailevič Dvoreckij, spesso traslitterato anche come Dvoretskij o Dvoretsky (in russo Марк Изра́илевич Дворе́цкий?; Mosca, 9 dicembre 1947 – Mosca, 26 settembre 2016), è stato uno scacchista, scrittore e allenatore di scacchi russo, fino al 1991 sovietico, Maestro Internazionale e FIDE Senior Trainer.
Uno dei più forti maestri internazionali negli anni settanta, tale da raggiungere la 37ª posizione nel ranking mondiale, si è dedicato, a partire dal decennio successivo, alla scrittura di opere di divulgazione scacchistica e all'allenamento. Ha allenato la nazionale sovietica, russa e georgiana, oltre che una serie di grandi giocatori, tra i quali spicca Artur Jusupov, grande maestro dell'élite mondiale tra il 1980 e il 2000.
Come divulgatore scacchistico ha scritto numerose opere, il suo manuale dei finali è una delle opere di riferimento per ogni agonista di alto livello.
A lui sono dedicati: un premio per il "miglior allenatore di giovani o di una squadra di giovani", ovvero il Mark Dvoretsky Award, assegnato ogni anno dalla FIDE; un torneo rapid, il Mark Dvoreckij Memorial.

## Biografia
Dvoretskij imparò il gioco degli scacchi attorno ai cinque o sei anni, ma iniziò a prepararsi seriamente soltanto attorno ai dieci. Divenne maestro alla fine del suo ciclo scolastico, ma già durante gli studi universitari curò il suo talento per l'insegnamento scacchistico.
Dopo essersi laureato in Matematica ed Economia nel 1972, Dvoretskij si dedicò pienamente alla carriera agonistica. Nel 1973 vinse il campionato di Mosca, nel 1974 si piazzò quinto al campionato sovietico, mentre nel 1975 vinse il torneo B di Wijk aan Zee.
Tra il 1976 e il 1979 vinse le prime due edizioni della Coppa europea per club con la Burevestnik Mosca, squadra con la quale vinse anche il campionato sovietico a squadre nel 1976 e ottenne un piazzamento al secondo posto, sempre del campionato sovietico, nel 1978.

## Opere
- Corso avanzato di analisi scacchistica, Roma, Prisma, 1994, ISBN 9788872640418.
- I segreti dell'analisi negli scacchi, Milano, Mursia, 1º settembre 1994, ISBN 978-8842517627.
- Lezioni pratiche per diventare maestro di scacchi, (con Artur Jusupov), Milano, Mursia, 1998, ISBN 9788842524182.
- Lezioni tecniche per diventare maestro di scacchi, (con Artur Jusupov), Milano, Mursia, 2002, ISBN 9788842530633.
- Preparare le aperture, (con Artur Jusupov), Cesena, Caissa Italia, 2010, ISBN 9788888756394.
- Il manuale dei finali, Roma, Prisma, 28 febbraio 2006, ISBN 9788872640951.
- La strategia: preparazione agonistica a tavolino, Roma, Cesena, Caissa Italia, 15 maggio 2007, ISBN 9788888756462.
- Il pensiero creativo: lo sviluppo delle qualità in attacco e in difesa, (con Artur Jusupov), Cesena, Caissa Italia, 2006, ISBN 9788888756417.
- Il gioco complicato, traduzione di Roberto Allievi, Roma, Cesena, Caissa Italia, 2008, ISBN 9788888756479.
- Nuovo manuale avanzato di analisi scacchistica, Cesena, Caissa Italia, 2010, ISBN 9788888756820.
- Manovrare con armonia, Bologna, Le Due Torri, 2018, ISBN 9788896076941.
- Il pensiero preventivo ovvero la profilassi negli scacchi, Bologna, Le Due Torri, 2018, ISBN 9788896076958.
- Lezioni magistrali, Bologna, Le Due Torri, 2018, ISBN 9788896076965.

In inglese:
- (EN) Endgame Analysis, Hombrechtikon, Olms, 2001, ISBN 9783283004163.
- (EN) Tactical Play, Hombrechtikon, Olms, 2002, ISBN 9783283004170.
- (EN) Secrets of Positional Play, (con Artur Jusupov), Hombrechtikon, Olms, 2008, ISBN 9783283005184.
- (EN) Secrets of Endgame Technique, (con Artur Jusupov), Hombrechtikon, Olms, 2008, ISBN 9783283005177.
- (EN) Tragicomedy in the endgame, Milford, Russell Enterprises, 2011, ISBN 9781936490042.